# Thomas Gerull
Thomas Gerull (* 2. ledna 1962 Itzehoe, Německo) je bývalý západoněmecký sportovní šermíř, který se specializoval na šerm kordem.
Západní Německo reprezentoval v osmdesátých letech. Na olympijských hrách startoval v roce 1988 v soutěži jednotlivců se do finálových kol neprosadil. V roce 1990 získal titul mistra světa mezi jednotlivci. Se západoněmeckým družstvem kordistů získal v roce 1988 stříbrnou olympijskou medaili a v roce 1985 titul mistra světa.